# فرناندو غونزاليس (لاعب كرة قاعدة)
فرناندو غونزاليس (بالإنجليزية: Fernando González)‏ هو لاعب كرة قاعدة أمريكي، ولد في 19 يونيو 1950 في Utuado, Puerto Rico ‏ في الولايات المتحدة.

## وصلات خارجية
- فرناندو غونزاليس على موقع دوري كرة القاعدة الرئيسي (الإنجليزية)
- فرناندو غونزاليس على موقعبيزبول رفرنس.كوم (الدوري الرئيسي) (الإنجليزية)
- فرناندو غونزاليس على موقعبيزبول رفرنس.كوم (الدوري الثانوي) (الإنجليزية)
- فرناندو غونزاليس على موقع مشجعي الرسوم البيانية (الإنجليزية)